# 金本美紀
金本 美紀（かねもと みき、1982年（昭和57年）3月5日 - ）は、日本のフリーアナウンサー。東京都大田区出身。ニチエンプロダクション所属。

## 略歴
聖心女子大学文学部卒業。
大学を卒業後、2004年に山形放送 (YBC) に入社。同期に元同局アナウンサーの長澤紗希子がいる。
2010年10月31日をもって山形放送を退社。東京へ戻り、以後は都内にある放送局を拠点に活動している。

## 担当番組

### 山形放送

#### テレビ
- YBCニュースプラス1
- YBC Newsリアルタイム
- ズームイン!!SUPER（日本テレビ）
- ピヨ卵ワイド430 - 火曜・木曜担当

#### ラジオ
- ミュージックブランチ - 木曜担当
- ウィークエンドスクランブル

### フリー転向後
- J-WAVE LIFE INFORMATION（J-WAVE） - ニュースルームキャスター
- INsideOUT（BS11、2012年4月 - 2013年3月 / 2014年1月 - 3月）

### テレビドラマ
- ハケン占い師アタル（テレビ朝日、2019年1月） - イベントの司会者 役
- 真犯人フラグ 第4話・7話・10話・11話（2021年11月7・28日・12月19日、2022年1月9日、日本テレビ）
- ソロモンの偽証（2021年、WOWOW）